# Falęcin
Falęcin [pronunciación en polaco: /faˈlɛnt͡ɕin/] es un pueblo ubicado en el distrito administrativo de Gmina Brwinów, dentro del Condado de Pruszków, Voivodato de Mazovia, en el este de Polonia central. Se encuentra aproximadamente a 4 kilómetros al oeste de Brwinów, a 10 kilómetros al oeste de Pruszków, y a 24 kilómetros al oeste de Varsovia.